# ويلبر ر. إنغلز جونيور
ويلبر ر. إنغلز جونيور (بالإنجليزية: Wilbur R. Ingalls, Jr.)‏ هو مهندس معماري أمريكي، ولد في 21 فبراير 1923 في بورتلاند في الولايات المتحدة، وتوفي بنفس المكان في 23 سبتمبر 1997.